# يوزياس فان آرتسن

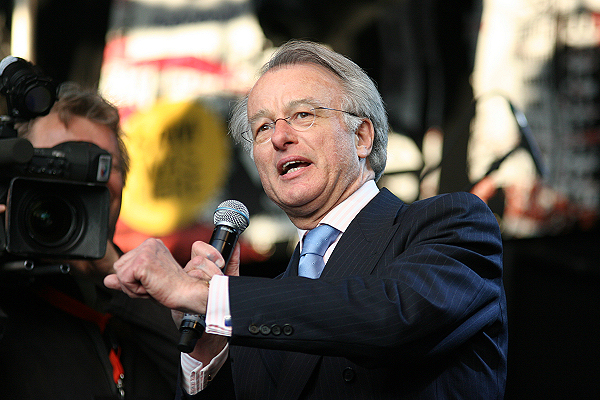
يوزياس فان آرتسن

يوزياس فان آرتسن (بالهولندية: Jozias van Aartsen) (ولد في 25 ديسمبر، 1947 في لاهاي) هو سياسي هولندي، وأحد أبرز أعضاء حزب الشعب الليبرالي. يشغل حاليًا منصب رئيس بلدية لاهاي.
شغل في السابق منصب وزير الزراعة 1994-1998 ووزير الخارجية 1998-2002. وكان زعيمًا للكتلة البرلمانية لحزبه في البرلمان الهولندي من 2003 إلى 2006 عندما تنحى من منصبه بسبب النتائج السيئة في الانتخابات البلدية الهولندية عام 2006. وبعدها أعلن آرتسن أنه لن يترشح لصالح حزبه حزب الشعب في انتخابات 2006 البرلمانية.

## روابط خارجية
- يوزياس فان آرتسن على موقع مونزينجر (الألمانية)